# آلاجه‌آتلی، دینار
الاکاتلی، دینار (به لاتین: Alacaatlı, Dinar) یک منطقهٔ مسکونی در ترکیه است که در استان افیون قره‌حصار واقع شده‌است.